# كأس ملك البحرين 2015
كأس ملك البحرين لكرة القدم 2015 هي النسخة الستون من بطولة كأس ملك البحرين. شاركت جميع الأندية التسعة عشر في الدرجة الأولى والثانية. الرفاع الشرقي هو حامل لقب النسخة السابقة. توج الحد بطلا للمسابقة للمرة الأولى في تاريخه بعدما تغلب على البسيتين 2-0.

## القرعة
أجريت القرعة في 25 ديسمبر 2014.

## الدور التمهيدي
| قلالي | 3-2 | الاتحاد |
| ----- | --- | ------- |
|       |     |         |

| الاتفاق | 0-5 | التضامن |
| ------- | --- | ------- |
|         |     |         |

| مدينة عيسى | 1-1 (ب.و.إ.) | البديع |
| ---------- | ------------ | ------ |
|            |              |        |

## الدور الثمن النهائي
| المحرق                          | 0-2     | البحرين |
| ------------------------------- | ------- | ------- |
| إبراهيم المشخص 72' · جونثان 83' | التقرير |         |

| البسيتين                       | 2-2     | الرفاع الشرقي                   |
| ------------------------------ | ------- | ------------------------------- |
| مجتبى غلوم 43' · أحمد جلال 53' | التقرير | عبد الله جناحي 27' · فيكتور 52' |

| النجمة                                                             | 0-5     | التضامن |
| ------------------------------------------------------------------ | ------- | ------- |
| أيمن الهاجري 2' · أحمد منصور 30' · سوليتش 37' · حسين عيسى 61'، 63' | التقرير |         |

| المنامة                               | 2-3 (ب.و.إ.) | الأهلي                       |
| ------------------------------------- | ------------ | ---------------------------- |
| علي نوروز 54'، 79' · محمد الحموي 110' | التقرير      | توريس 67' · مسعود قمبر 90+5' |

| الحد                              | 1-3 (ب.و.إ.) | المالكية           |
| --------------------------------- | ------------ | ------------------ |
| أحمد الختال 18' · ريكو 111'، 117' | التقرير      | حسن السيد عيسى 56' |

| مدينة عيسى          | 1-2     | الحالة                  |
| ------------------- | ------- | ----------------------- |
| خليل سلمان 50'، 65' | التقرير | حسن يحيى 86' (هدف عكسي) |

| الشباب                                          | 2-4     | قلالي                   |
| ----------------------------------------------- | ------- | ----------------------- |
| سيلفا 45' · حسين علي 54'، 79' · محمد الفكاك 86' | التقرير | عمر عبد الرحيم 62'، 76' |

| الرفاع               | 1-1 (ب.و.إ.) | سترة                        |
| -------------------- | ------------ | --------------------------- |
| سيد ضياء سيد سعيد 9' | التقرير      | علي العصفور 81' (ضربة جزاء) |

## الدور الربع النهائي
| البسيتين                                                          | 1-5 (ب.و.إ.) | النجمة                    |
| ----------------------------------------------------------------- | ------------ | ------------------------- |
| كروز 70' · أحمد جلال 99' · هشام منصور 104' · محمد عجاج 108'، 111' | التقرير      | إسراء عامر 64' (هدف عكسي) |

| المحرق                                                                | 1-3     | المنامة   |
| --------------------------------------------------------------------- | ------- | --------- |
| محمود عبد الرحمن 7' · إسماعيل عبد اللطيف 45' (ضربة جزاء) · جونثان 77' | التقرير | تياجو 24' |

| الحد                                                    | 0-4     | الشباب |
| ------------------------------------------------------- | ------- | ------ |
| أحمد الختال 8'، 20' · عبد الوهاب المالود 31' · ريكو 33' | التقرير |        |

| الرفاع                                 | 1-3     | مدينة عيسى |
| -------------------------------------- | ------- | ---------- |
| جون · راشد الحوطي 23' · حسين سلمان 83' | التقرير | 11'        |

## الدور النصف النهائي
| البسيتين        | 1-1 (ب.و.إ.) | المحرق                |
| --------------- | ------------ | --------------------- |
| إسراء عامر 117' | التقرير      | محمود عبد الرحمن 108' |

| الحد                 | 0-2     | الرفاع |
| -------------------- | ------- | ------ |
| أوروك 35' · ريكو 56' | التقرير |        |

## المباراة النهائية
| الحد                   | 0-2     | البسيتين |
| ---------------------- | ------- | -------- |
| ريكو 89' · أوروك 90+2' | التقرير |          |